# فيليكس ترينيداد
فيليكس ترينيداد مواليد 10 يناير 1973 في بورتوريكو، هو ملاكم يصنف ضمن فئة الوزن المتوسط. حقق بطولة رابطة الملاكمة العالمية وبطولة المجلس العالمي للملاكمة وبطولة الاتحاد الدولي للملاكمة.

## إحصائيات
خاض خلال مسيرته 45 نزالا، فاز في 42 وخسر في 3. فاز بالضربة القاضية في 35 نزالا.

## روابط خارجية
- فيليكس ترينيداد على موقع بوكس ريك (الإنجليزية) (registration required)